# Stor-Gäddtjärnen, Norrbotten
Stor-Gäddtjärnen är en sjö i Bodens kommun i Norrbotten och ingår i Vitåns huvudavrinningsområde.